# Irwin Chanin
Irwin Salmon Chanin (* 29. Oktober 1891 in Bensonhurst, Brooklyn, New York City; † 24. Februar 1988 in Manhattan, New York City) war ein US-amerikanischer Architekt.

## Leben
Irwin Salmon Chanin wurde als Sohn eines jüdisch-russischen Einwanderer in Bensonhurst, Brooklyn geboren. In seiner Jugend lebte er in Russland, bevor er 1907 wieder in die USA zurückkehrte. 1915 schloss er sein Studium Bauingenieurwesen an der Cooper Union ab und gründete gemeinsam mit seinem Bruder Henry 1919 die The Chanin Construction Company. Während Henry die Aufträge akquirierte, entwarf Irwin in den nächsten Jahren in Manhattan Art-Déco-Gebäude wie das Chanin Building, das Richard Rodgers Theatre, das The Century und das The Majestic.
Irwin Chanin heiratete 1921 Sylvia Schofler, die bereits 1976 verstarb. Er selbst wurde von zwei Schwestern, drei Kindern, 10 Enkeln und 11 Urenkeln überlebt.